# 赫氏新亮麗鯛
赫氏新亮麗鯛，為輻鰭魚綱鱸形目隆頭魚亞目慈鯛科的其中一種，分布於非洲坦干伊喀湖流域，為特有種，體長可達8公分，棲息在中底層水域，生活在貝殼裡，可作為觀賞魚。

## 擴展閱讀
維基物種上的相關：赫氏新亮麗鯛